# Эвож
Эво́ж (фр. Évosges) — коммуна во Франции, находится в регионе Рона — Альпы. Департамент — Эн. Входит в состав кантона Сен-Рамбер-ан-Бюже. Округ коммуны — Белле.
Код INSEE коммуны — 01155.

## География
Коммуна расположена приблизительно в 400 км к юго-востоку от Парижа, в 60 км северо-восточнее Лиона, в 35 км к юго-востоку от Бурк-ан-Бреса.

## Климат
Климат полуконтинентальный с холодной зимой и тёплым летом. Дожди бывают нечасто, в основном летом.

## Население
Население коммуны на 2010 год составляло 140 человек.
| 1962 | 1968 | 1975 | 1982 | 1990 | 1999 | 2010 |
| ---- | ---- | ---- | ---- | ---- | ---- | ---- |
| 130  | 114  | 101  | 104  | 101  | 109  | 140  |

## Администрация
| Период | Период | Фамилия      | Партия | Примечания |
| ------ | ------ | ------------ | ------ | ---------- |
| 1965   | 1989   | Альбер Тенан |        |            |
| 1989   | 2014   | Мишель Тьебо |        |            |
| 2014   | 2020   | Кристоф Гийе |        |            |

## Экономика
В 2010 году среди 85 человек трудоспособного возраста (15—64 лет) 71 были экономически активными, 14 — неактивными (показатель активности — 83,5 %, в 1999 году было 70,7 %). Из 71 активных жителей работали 63 человека (32 мужчины и 31 женщина), безработных было 8 (4 мужчины и 4 женщины). Среди 14 неактивных 4 человека были учениками или студентами, 7 — пенсионерами, 3 были неактивными по другим причинам.

## Фотогалерея

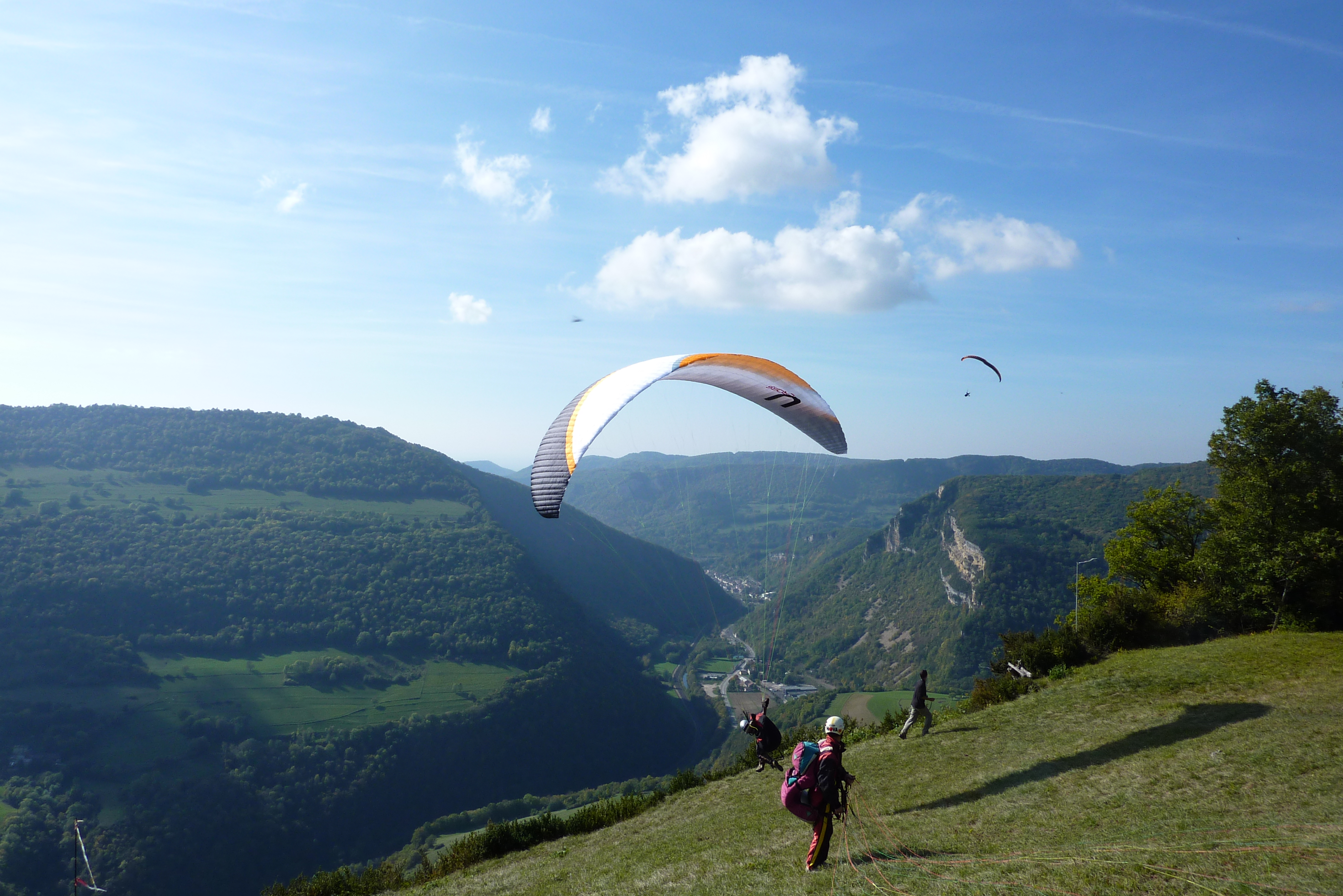
Эвож
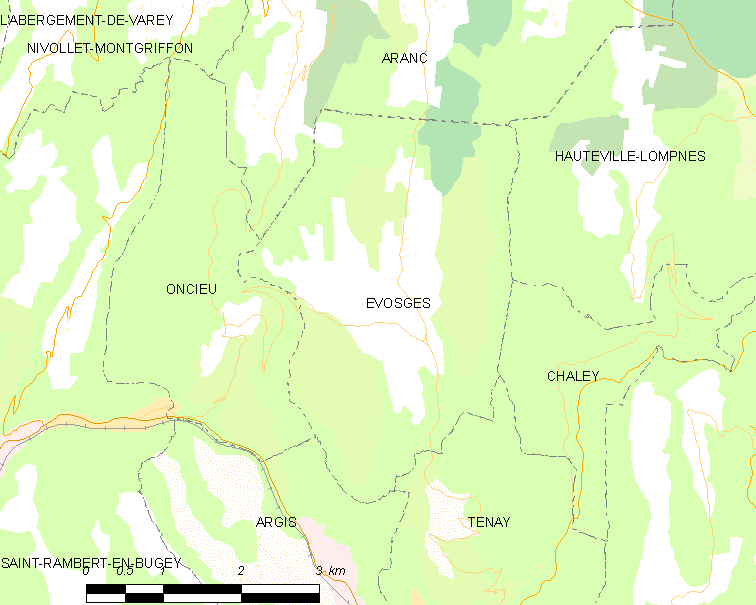
Карта коммуны